# Lance Neibauer
Lance Alvin Neibauer (* 1951 in Wayne, Michigan) ist ein US-amerikanischer Geschäftsmann und Flugzeugkonstrukteur. Er ist neben den Brüdern Alan und Dale Klapmeier der einzige Konstrukteur von Flugzeugbausätzen, der erfolgreich den Übergang zum Bau von musterzugelassenen Flugzeugen bewältigte. Mit der Lancair LC-40 konstruierte er das schnellste, in Serie gefertigte Kleinflugzeug mit starrem Fahrwerk der Welt.

## Jugend und Ausbildung
Neibauer wuchs in Wayne in Michigan auf und kam durch seinen Onkel Ray Betzoldt schon früh mit der Luftfahrt in Kontakt. Betzoldt konstruierte zusammen mit Al Meyers die Meyers 200. Nach dem Abschluss der Wayne Memorial Highschool 1967 studierte Neibauer zunächst Grafikdesign an der Michigan State University und schloss das Studium 1971 mit einem Bachelor of Fine Arts ab.

## Flugzeugkonstruktionen
Neibauer arbeitete zunächst als Grafikdesigner. Als 24-Jähriger trat er der Experimental Aircraft Association bei, um sein eigenes Flugzeug zu bauen. Nachdem er erfolglos nach einem Modell gesucht hatte, das seinen Ansprüchen genügte, entschied er sich dazu, selbst eines zu konstruieren. 1981 gründete er dazu das Unternehmen Lancair und begann die Entwicklung eines eigenen Kleinflugzeugs. 1983 mietete er eine Werkstatt in Santa Paula in Kalifornien und begann mit dem Bau der Lancair 200, die 1984 ihren Erstflug absolvierte. 1985 stellte Neibauer die Lancair 200 beim EAA AirVenture Oshkosh in Oshkosh vor und begann, das Flugzeug in Form von Bausätzen zu vermarkten.
Nach der Entwicklung mehrerer weiterer Flugzeugbausätze ermutigte die NASA Neibauer 1994, ein Flugzeug mit dem Ziel einer Musterzulassung zu konstruieren. Am 3. April 1995 gründete Neibauer zu diesem Zweck das Unternehmen Pacific Aviation Composites und begann mit der Entwicklung der Lancair LC-40. Anfang 1997 erhielt das Flugzeug seine Musterzulassung und die Produktion begann unter dem Namen Columbia 300. Im März 2003 entschied Neibauer, sich ganz auf die Columbia-Modelle zu konzentrieren, verkaufte das Bausatzgeschäft und gründete die Columbia Aircraft Corporation. 2010 kaufte die Familie Wolstenholme aus Colmar in Pennsylvania, die bereits seit einiger Zeit die Mehrheit an Columbia Aircraft hielt, das Unternehmen vollständig und setzte Bob Wolstenholme als Geschäftsführer ein. Neibauer verließ daraufhin das Unternehmen.

## Auszeichnungen
Im Jahr 2009 wurde Lance Neibauer in die Hall of Fame der Experimental Aircraft Association aufgenommen.